# 不靠谱情报局
《不靠谱情报局》是由尼克·穆罕默德和大卫·史威默主演的英国电视情景喜剧。